# 322 Phaeo
Phaeo (asteroide 322) é um asteroide da cintura principal com um diâmetro de 70,84 quilómetros, a 2,103825 UA. Possui uma excentricidade de 0,2442469 e um período orbital de 1 696,42 dias (4,65 anos).
Phaeo tem uma velocidade orbital média de 17,85163083 km/s e uma inclinação de 8,04884º.
Este asteroide foi descoberto em 27 de Novembro de 1891 por Alphonse Borrelly.